# Астурія (аеропорт)

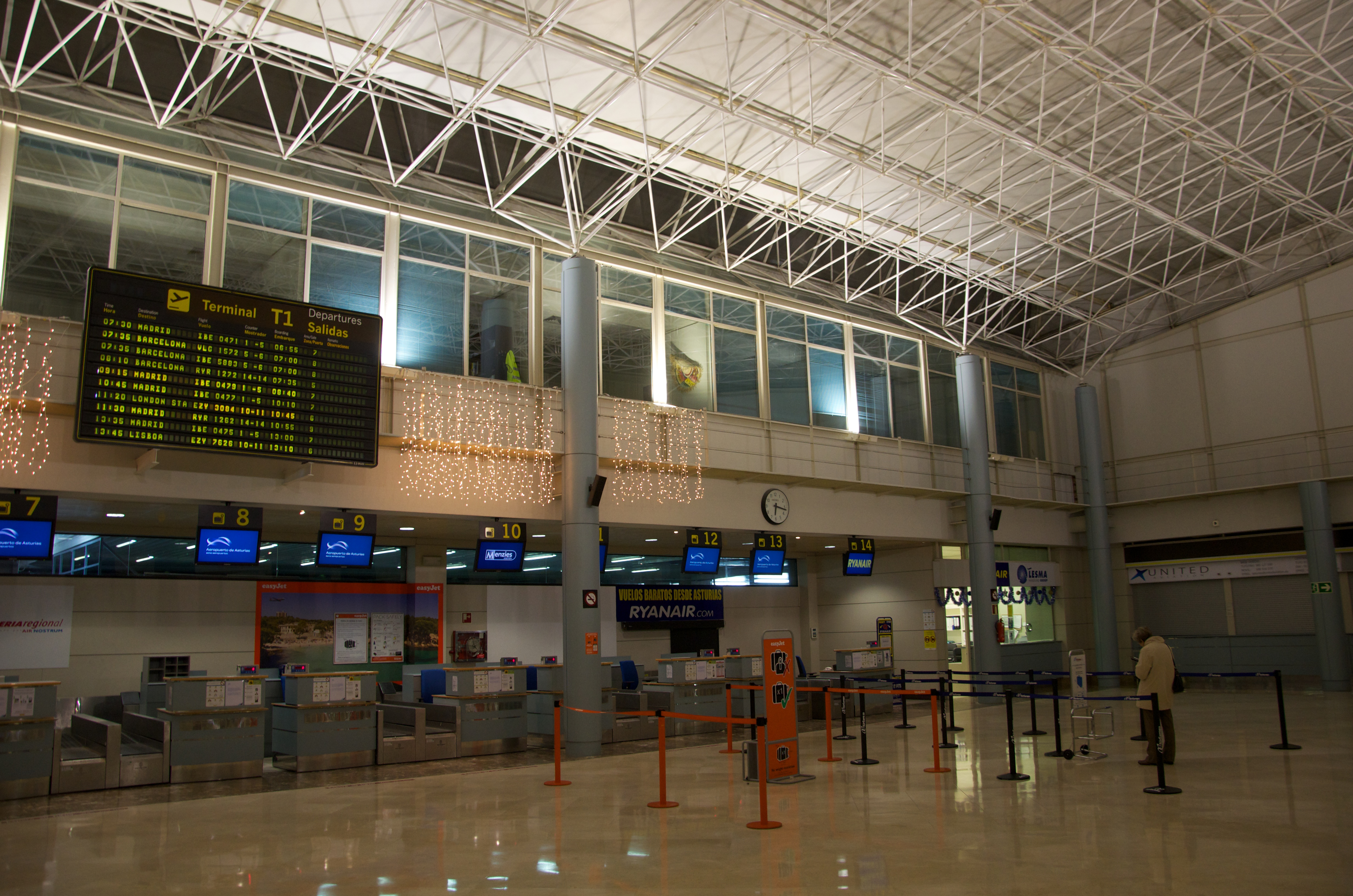
Зал реєстрації

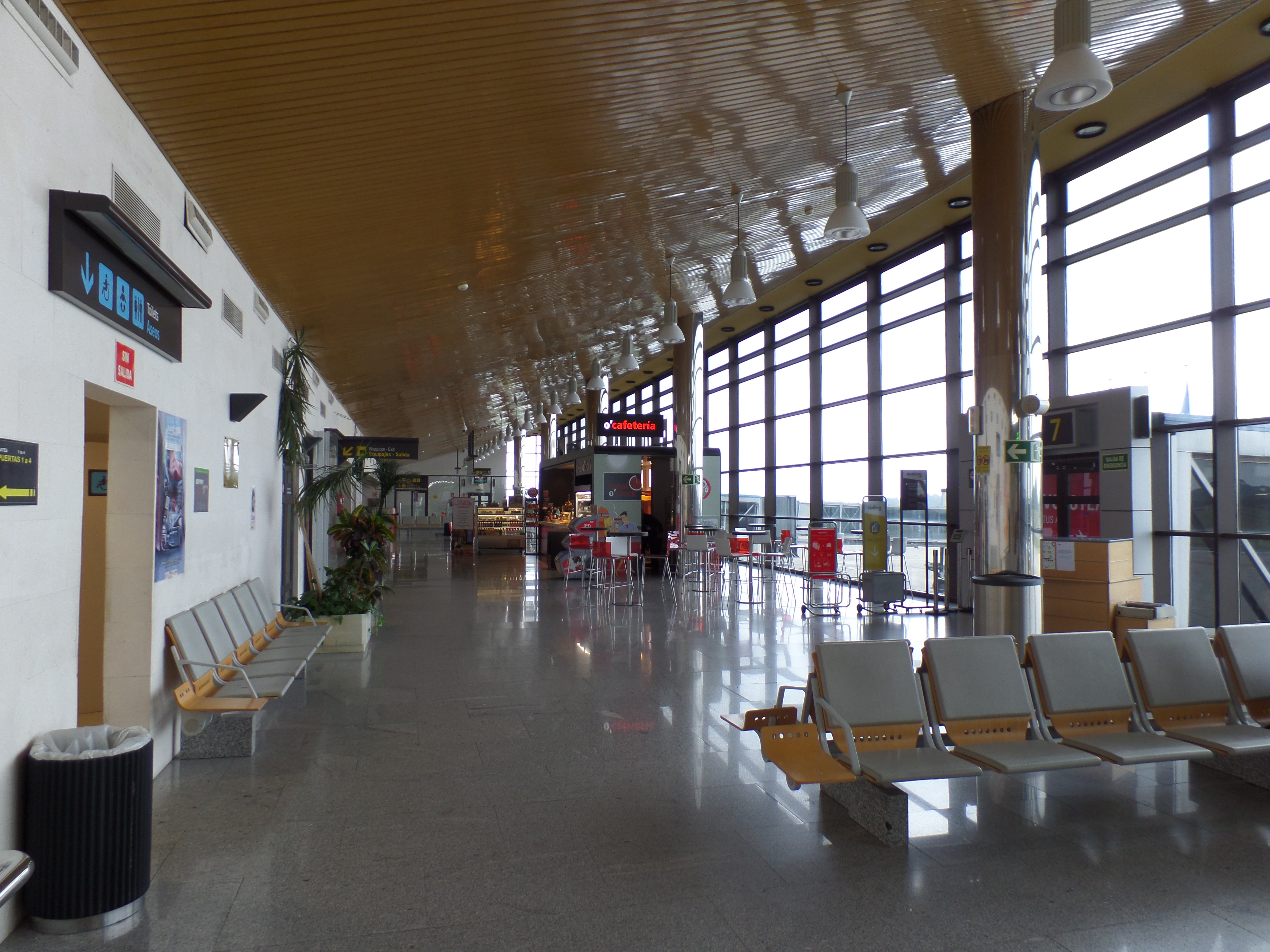
Інтер'єр терміналу

Аеропорт Астурія (ісп. Aeropuerto de Asturias, (IATA: OVD, ICAO: LEAS)) — міжнародний аеропорт, розташований в Анзу, муніципалітет Кастрільйон, за 15 км від Авілеса, за 40 км від Хіхона та за 47 км від столиці регіону Ов'єдо, Астурія, Іспанія.
Аеропорт є хабом для:
- Volotea
- Vueling

## Авіалінії та напрямки
| Авіакомпанія    | Пункт призначення |
| --------------- | --- |
| Air Europa      | Мадрид (з 1 березня 2019), Пальма-де-Мальорка, Тенерифе-Південний Сезонний: Фуертевентура, Гран-Канарія, Лансароте, Менорка, Тенерифе-Північний |
| Iberia          | Мадрид |
| Iberia Express  | Мадрид Сезонний: Гран-Канарія, Тенерифе-Північний                                                                                               |
| Iberia Regional | Пальма-де-Мальорка Сезонний: Гран-Канарія, Лансароте, Тенерифе-Північний                                                                        |
| Volotea         | Аліканте, Малага, Пальма-де-Мальорка, Тенерифе-Південний, Валенсія Сезонний: Ібіца, Менорка, Мурсія-Корвера, Мюнхен, Венеція                    |
| Vueling         | Барселона, Лансароте, Лондон-Гатвік, Малага, Севілья Сезонний: Гран-Канарія (з 4 квітня 2019), Пальма-де-Мальорка                               |

## Статистика
| Рік  | Пасажирообіг | Вантажообіг (тонн) | Авіатрафік |
| ---- | ------------ | ------------------ | ---------- |
| 2017 | 1.407.217    | 33                 | 13.005     |
| 2016 | 1.281.979    | 54                 | 11.928     |
| 2015 | 1.119.273    | 64                 | 10.758     |
| 2014 | 1.065.176    | 71                 | 11.715     |
| 2013 | 1.039.406    | 94                 | 10.407     |
| 2012 | 1.309.770    | 102                | 13.252     |
| 2011 | 1.339.010    | 137                | 15.348     |
| 2010 | 1.355.364    | 111                | 16.538     |
| 2009 | 1.316.212    | 113                | 16.033     |
| 2008 | 1.530.245    | 139                | 18.371     |
| 2007 | 1.560.830    | 197                | 19.149     |
| 2006 | 1.353.030    | 199                | 17.987     |
| 2005 | 1.251.495    | 230                | 17.535     |
| 2004 | 943.992      | 420                | 14.198     |
| 2003 | 839.814      | 484                | 12.867     |
| 2002 | 774.317      | 577                | 12.036     |
| 2001 | 816.087      | 641                | 12.526     |
| 2000 | 817.497      | 598                | 13.131     |